# Taenia crassiceps
Espèce
Le Taenia crassiceps est un cestode qui a une proglotisation[Quoi ?] peu abondante.
Pour cela, cet animal se reproduit par reproduction asexuée en usant du phénomène de bourgeonnement.
Ce dernier consiste à augmenter la production d'œufs (qui est importante chez les individus ayant une proglotisation importante et qui ont alors, comme mode de reproduction, la reproduction sexuée (grande émission d'œufs)).
L'hôte définitif est le renard, mais le chien peut également jouer ce rôle. Les chiens présentent alors dans le creux axillaire et à la racine des membres des masses fluctuantes de plusieurs centimètres.